# Evania friburgensis
Evania friburgensis är en stekelart som beskrevs av Juan Brèthes 1913. Evania friburgensis ingår i släktet Evania och familjen hungersteklar. Inga underarter finns listade i Catalogue of Life.